# 에어 마카오
에어 마카오(영어: Air Macau, 중국어: 澳門航空)는 마카오에 기반을 두고 있는 마카오의 항공사이다. 허브 공항으로는 마카오 국제공항을 사용하고 있다.

## 역사
역사가 짧은 항공사로, 당시 중국항공집단과 TAP 포르투갈 항공, 마카오 정부가 출자하면서 1994년 9월 13일에 설립하였다. 1995년 11월 9일 처음으로 마카오 ~ 베이징 노선의 운항을 시작했다. 1997년에 대한민국과 마카오 정부가 항공협정을 체결하면서 1999년 11월에 최초로 취항했다. 오랫동안 마카오의 플래그 경력으로 운항을 계속 했지만 저비용 항공사인 비바 마카오가 설립되자 이에 대항하기 위해 51%를 출자하고 마카오 아시아 익스프레스를 설립했다. 또한 오사카행 국제선 취항을 계기로 일본인 승무원의 채용을 시작했다. 2010년 3월 나리타 국제공항에 정기편이 취항했다.
중국국제항공이 이 항공사의 지분을 인수하면서 최대 주주로 있으며, 2015년부터 중국국제항공의 FFP를 공용하고 있다.

## 운항 노선
- 2012년 8월 기준으로 에어 마카오는 다음과 같은 노선을 운항하고 있다.

### 코드쉐어 협정
에어 마카오는 다음과 같은 항공사에 코드쉐어 협정을 하고 있으며 주로 스타얼라이언스 회원사와 코드쉐어하고 있다. 대한민국 항공사의 경우 대한항공과 공동운항을 하였으나 2012년 11월 30일에 종료하고 같은 날부터 아시아나항공과 공동운항 중이다.
- 아시아나항공 (스타얼라이언스)
- 전일본공수 (스타얼라이언스)
- 중국국제항공 (스타얼라이언스)
- 타이항공 (스타얼라이언스)
- 필리핀 항공

## 보유 기종

### 현재 사용하는 기종
- 2021년 7월 기준으로 에어 마카오는 다음과 같이 보유 하고 있다.[1][2]